# Ranown Pictures
Die Ranown Pictures Corp. war eine US-amerikanische Filmproduktionsgesellschaft.
Als die Columbia einem neuen Verleihvertrag zustimmte, setzte der Schauspieler Randolph Scott seine bisherige Zusammenarbeit mit dem Produzenten Harry Joe Brown fort. Wie schon bei den letzten drei Produktionen der Producers-Actors bekam Budd Boetticher die Regie übertragen, der erneut auf die Mitarbeit des Drehbuchautors Burt Kennedy zählen konnte. Es entstanden die Western Auf eigene Faust (1959) und Einer gibt nicht auf (1960), die beide in CinemaScope gedreht wurden.
Zwischen 1959 und 1960 kamen beide Filme in die bundesdeutschen Lichtspielhäuser.